# Lorenzo Illuzzi
Lorenzo Illuzzi (Modugno, 21 giugno 1983) è un ex arbitro di calcio italiano.

## Carriera
Ha esordito in Lega Pro il 6 novembre 2011, nella partita Foligno-Pisa, vinta per 0-2 dalla squadra toscana. Nel 2015 è stato promosso, dopo 68 presenze totali in terza serie, in C.A.N. B, debuttando il 6 settembre in occasione di Novara-Latina, terminata 1-1.
Il 17 maggio 2018 viene designato per Genoa-Torino, valida per l'ultimo turno di Serie A, arbitrando così per la prima volta nella massima serie dopo 45 incontri diretti nel campionato cadetto.
Al termine della stagione 2019-20, in 5 anni di appartenenza all'organico CAN B, resta solo una la presenza in serie A del pugliese.
Il 1 settembre 2020 è inserito nell'organico della neonata CAN A-B, ovvero nel gruppo di arbitri che dirigono in Serie A e B. Tuttavia durante la stagione 2020-2021 viene impiegato come arbitro effettivo esclusivamente in Serie B.
Il 1º luglio 2021 viene dismesso dalla CAN A-B per motivate valutazioni tecniche.